# Edward Wittig

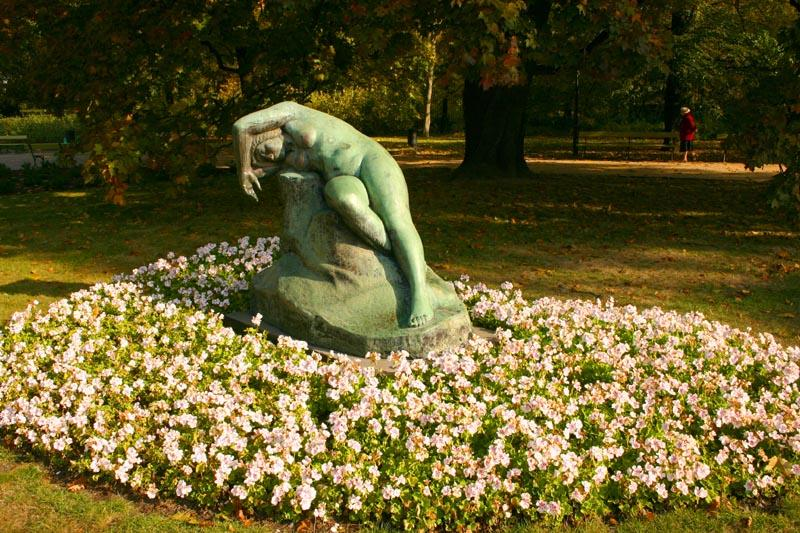
Tác phẩm điêu khắc Ewa của Wittig tại Công viên Ujazdów ở Warsaw

Edward Wittig (sinh ngày 20 tháng 9 năm 1879 – mất ngày 3 tháng 3 năm 1941) là một nhà điêu khắc và giáo sư đại học người Ba Lan. Ông nổi tiếng với nhiều thiết kế tượng đài ở Warsaw.
Edward Wittig sinh tại Warsaw. Từ năm 1897 đến năm 1900, ông theo học nghệ thuật tại Học viện Mỹ thuật Vienna, làm học trò của J. Tautenheim. Sau đó, ông tốt nghiệp École des Beaux-Arts ở Paris. Khi học trong trường, ông làm học trò của Madeleine Jouvray, một học trò của Auguste Rodin và Lucien Schnegg. Trong thời gian này ông kết giao với Magnus Enckell. Năm 1909, Edward Wittig trở lại Ba Lan và sống tại một ngôi nhà thuộc sở hữu của bạn bè ông ở Podolia. Tại đây, ông tạo ra nhiều tác phẩm điêu khắc, một vài trong số đó được mang triển lãm tại Phòng triển lãm ở Paris. Từ năm 1903 trở đi, Edward Wittig được mời triển lãm tại nhiều phòng triển lãm nghệ thuật hàng đầu lúc bấy giờ là Phòng triển lãm Zachęta ở Warsaw, Hội những người bạn Mỹ thuật Kraków và Venice Biennale (1920 và 1934).
Trong các năm 1915-1920, Edward Wittig làm giáo sư của Học viện Mỹ thuật ở Warsaw. Sau đó, ông làm giáo sư tại Đại học Khoa học và Công nghệ Warsaw. Trước Chiến tranh thế giới thứ nhất, Aristide Maillol và Chủ nghĩa tân cổ điển ảnh hưởng nhiều đến phong cách của Edward Wittig.
Trong thập niên 1920, phong cách của Edward Wittig rất được yêu thích ở Ba Lan và nước ngoài. Kết quả là ông lại cho ra đời thêm nhiều tượng đài.